# 麻痺ペプチド
麻痺ペプチド（まひペプチド、英: Paralytic peptides）は、幼虫から蛹への昆虫の変態を休止させる短鎖（23アミノ酸）昆虫ペプチドのファミリーである。これらのペプチドは1つのジスルフィド結合を含む。本ファミリーはアワヨトウ（Mythimna separata）の成長阻害ペプチド（growth-blocking peptide; GBP）、タバコスズメガ（Manduca sexta）、ニセアメリカタバコガ（Heliothis virescens）、およびシロイチモジヨトウ（Spodoptera exigua）からの麻痺ペプチド、プラズマ細胞伸展ペプチド（plasmatocyte-spreading peptide; PSP1）を含む。